# Passion selon saint Jean (Scarlatti)
Ne pas confondre avec la Passion selon saint Jean de Jean-Sébastien Bach

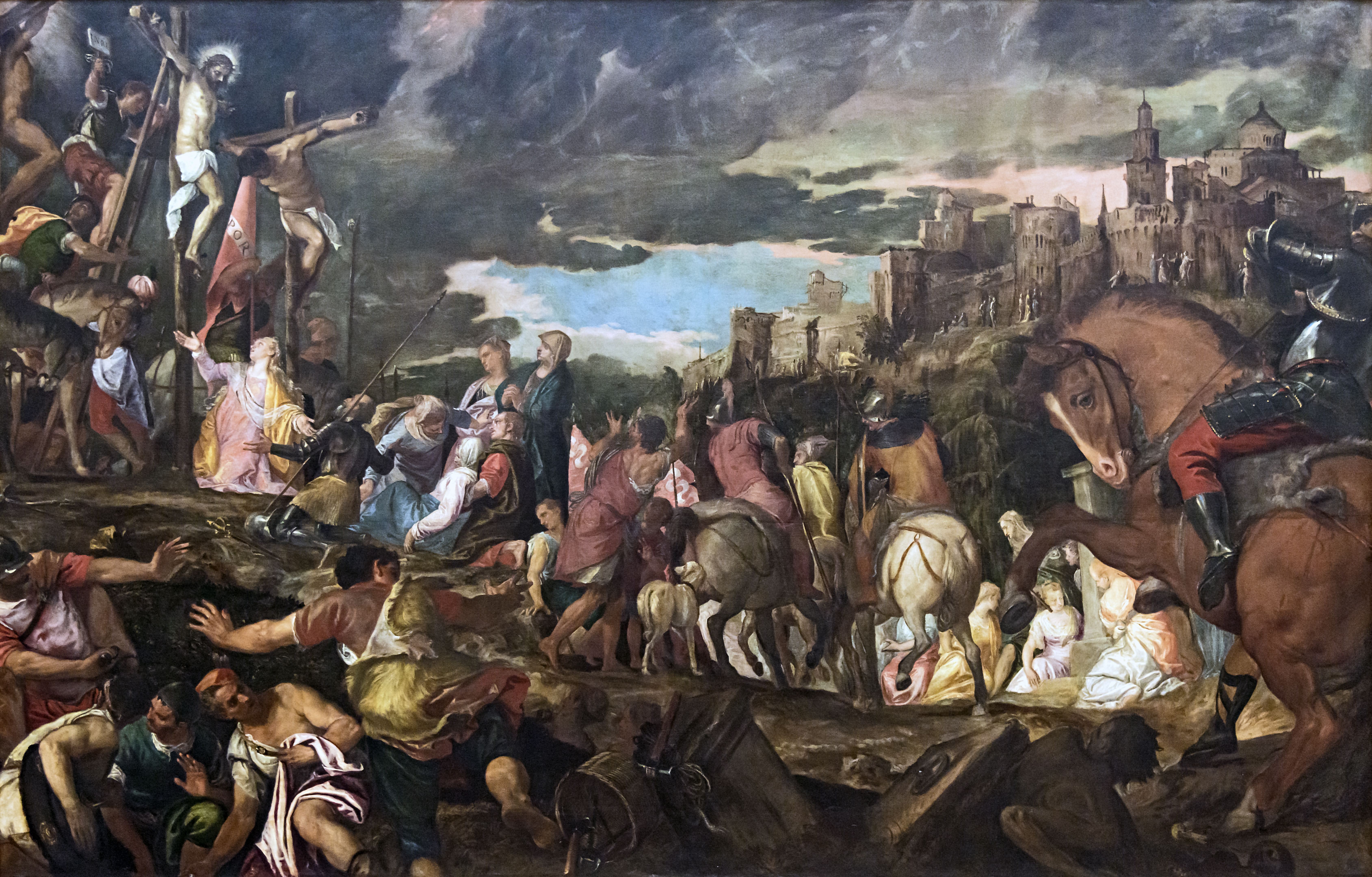
Crucifixion par Paul Véronèse vers 1582 (Gallerie dell'Accademia de Venise).

La Passion selon saint Jean (Passio Domino Nostri Jesu Christi Secundum Johannes) est une œuvre sacrée du compositeur italien Alessandro Scarlatti, écrite vers 1685, dans les jeunes années du musicien, alors qu'il est nommé deux ans plus tôt, à Naples, maître de chapelle.

## Histoire
Œuvre de jeunesse du musicien, elle reprend le texte de l'évangile de Jean chapitres 18 et 19-v37, sans en omettre un mot, ni rajouter de paraphrase. Après une aria très ornée qui annonce le titre, toute l'œuvre est chantée dans un stile recitativo, accompagné seulement par la basse continue, où seules quelques brèves interventions réclament le chœur, qui intervient en homorythmie et de manière syllabique, au début et à la fin de l'œuvre. Se laissant conduire par le texte, Scarlatti n'emprunte son style ni à l'opéra ni à la polyphonie de Palestrina, ou au style religieux du jour, mais « réalise une remarquable synthèse d'éléments archaïques et traditionnels, joint densité et sobriété entre arioso et chœur ». Sobre, mais la partition est inspirée d'une émotion simple et forte où la substance musicale en continu n'use d'aucune répétition, fugue, rondo, da capo... L'efficacité dramatique est d'autant plus frappante que les moyens sont sobres. André Tubeuf renchérit : « l'orchestre certes est réduit aux cordes mais la ferveur, l'engagement, l'impact émotionnel sont sans limites ».
Toutes les interventions du Christ sont marquées par Scarlatti par une indication Largo ou parfois Dolce, contrastant avec l'agitation de la foule. Le dessin des mélodies du Christ sont tous descendants, généralement par degrés conjoints. L'exemple le plus frappant étant la dernière phrase prononcé par le Christ « Consumatum est », qui « se termine sur une intense descente mélismatique de plus d’une octave ».
Cette passion en latin est historiquement l'un des rares exemples de passion catholique, dans un style sobre, alors que les autres oratorios du musicien sont eux proches du style de l'opéra.

## Effectifs
- Récitant ou il Testo (contralto)
- Cristo (basse)
- Ancilla (soprano du chœur)
- San Pietro (ténor du chœur)
- Pilate (alto du chœur)
- Chœur (la foule, turba)
- cordes et base continue

## Réception
Claude Debussy en 1903, se fait le défenseur de l'œuvre, : 

« Nous connaissons de lui une Passion selon saint Jean qui est petit chef-d'œuvre de grâce primitive, où la façon d'écrire les chœurs a la couleur d'or pâle qui cernait si joliment le profil des vierges qu'on voit aux fresques du temps. C'est beaucoup moins fatigant à entendre que L'Or du Rhin, et l'émotion apaisée qui s'en dégage est doucement réconfortante. »

— Claude Debussy, Gil Blas, 13 avril 1903.

## Partition moderne
- Passion nach dem Evangelisten Johannes, Carus-Verlag, 1993 (OCLC 725376760) [présentation en ligne][PDF]

## Discographie
- Ensemble Musica Polyphonica ; René Jacobs, contreténor ; dir./ténor Louis Devos ; Ludovic de San, baryton (1973, Arion) (OCLC 718074291)
- René Jacobs, contreténor (Testo, évangéliste) ; Kurt Widmer, baryton (Christus) ; Graham Pushee, basse (Pilatus) ; Die Basler Madrigalisten (dir. Fritz Näf) ; cordes de la Scola cantorum Basiliensis (21-26 octobre 1981, DHM 757617-2)[8],[9] (OCLC 611639028), (OCLC 851554627 et 1013548970)
- Giuseppina Bridelli, mezzo-soprano (Testo) ; Salvo Vitale, basse (Christus) ; Guillaume Houcke, contreténor (Pilatus) ; Millenium orchestra et Chœur de chambre de Namur, dir. Leonardo García Alarcón (27 mars 2016, Ricercar RIC378)[10],[11],[12].